# Lê Văn Thái
Mục sư Lê Văn Thái (1890-1985) là một giáo sĩ Tin Lành tại Việt Nam, nguyên là Hội trưởng Hội thánh Tin Lành Việt Nam thời kỳ (1942-1960)

## Tiểu sử
Ông sinh năm 1890 tại Quảng Bình, xuất thân trong một gia đình trung lưu, sau đó ông di cư cùng gia đình vào Đà Nẵng
Năm 1919, tại nhà thờ Hải Châu, Đà Nẵng, ông chính thức trở thành một tín hữu Tin Lành
Năm 1926, ông tốt nghiệp trường Thánh kinh Đà Nẵng và sau đó là Truyền đạo tại Hà Nội
Năm 1928, ông được tấn phong là mục sư, sau đó ông được bổ nhiệm là phái viên của hạt Trung-Bắc và tới tháng 5 năm 1931 ông được bổ nhiệm là chủ nhiệm hạt Bắc
Đến giữa năm 1935 ông trở về quản nhiệm Hội Thánh Hà Nội kiêm luôn công tác lưu hành và Chủ nhiệm Giáo Hạt Bắc. Từ năm 1940 ông chuyển sang công việc giáo hạt và truyền đạo rao giảng lưu động
Tháng 8 năm 1942 ông đắc cử chức vụ Hội Trưởng Giáo hội Tin Lành Việt Nam kiêm Chủ nhiệm Bắc Hạt
Năm 1953, ông đứng ra thành lập Cô Nhi Viện Tin Lành và Trường Trung Tiểu học Bết-lê-hem ở Hòn Chồng, Nha trang. Việc nuôi trẻ mồ côi này hoạt động được 22 năm (1953-1975).
Sau hiệp định Genève, 1954, ông di cư vào Nam, với chức trách là Hội trưởng ông tiếp tục tổ chức và phát triển hội thánh tại miền Nam
Từ tháng 4 đến tháng 6 năm 1957, ông được mời sang Hoa Kỳ để làm diễn giả chính cho kỳ Hội đồng Thường Niên của Hội Truyền giáo Phúc âm Liên hiệp (C&MA) ở New York.
Ông chấp dứt nhiệm vụ Hội trưởng vào năm 1960 sau 18 năm làm việc, ông mất vào năm 1985 tại Los Angeles